# Guerau de Liost

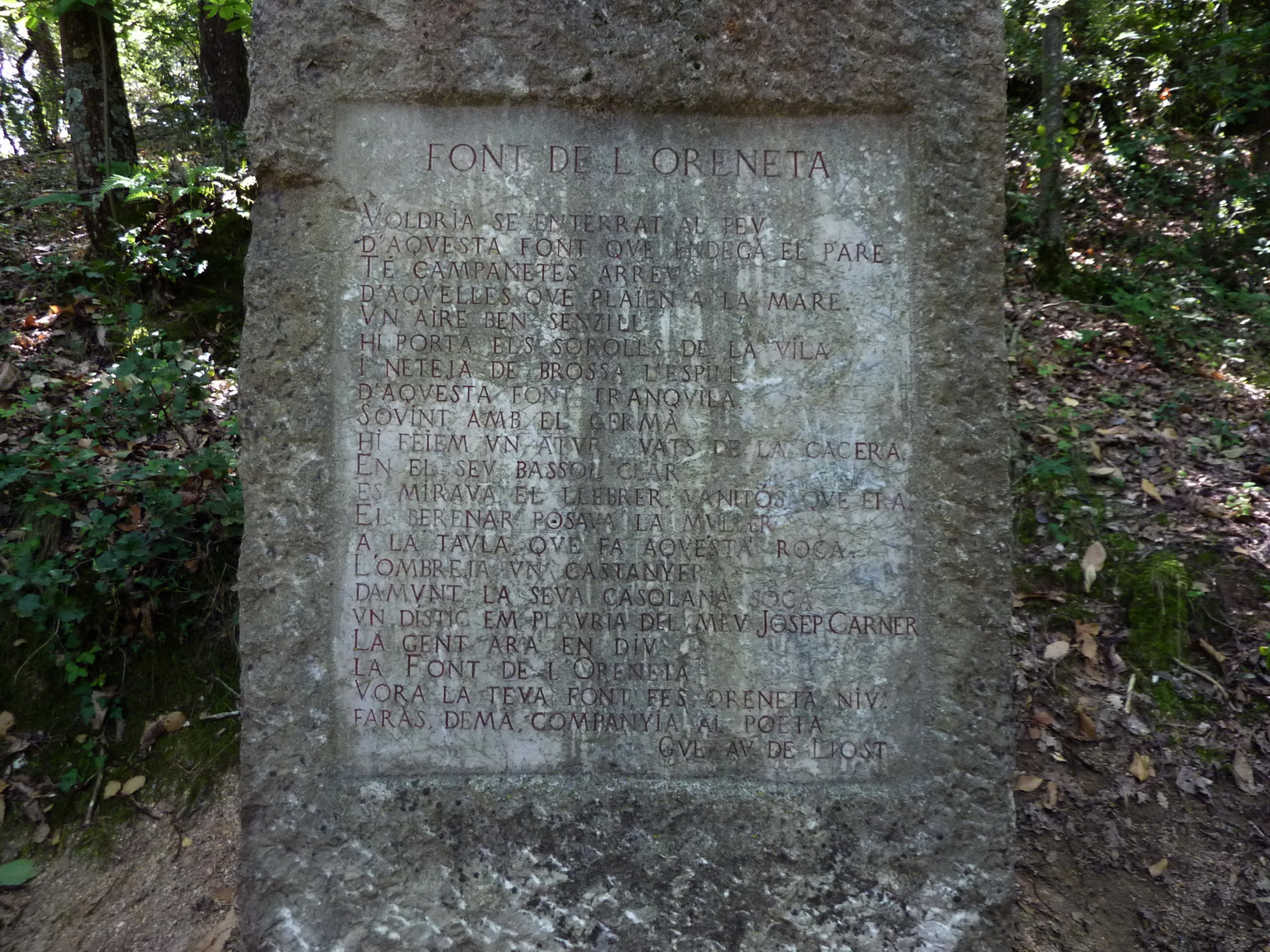
Poema de Guerau de Liost a la font de l'Oreneta de Viladrau, on acostumava a passejar

Guerau de Liost, nom de ploma de Jaume Bofill i Mates (Olot, la Garrotxa, 30 d'agost de 1878 – Barcelona, 2 d'abril de 1933), fou un escriptor, poeta noucentista, polític i periodista català, pare del filòsof Jaume Bofill i Bofill i cosí segon del també escriptor Jaume Bofill i Ferro.

## Biografia
Era fill de Joaquim Bofill i Noguer natural de Viladrau i de Magdalena Matas i Baró d'Olot. El creador del pseudònim Guerau de Liost fou Josep Carner, gran amic de Bofill. El nom, d'origen medieval, possiblement s'inspirà en el del fundador del monestir de Sant Salvador de Breda i de Liost; va ser adoptat per Bofill i Mates per tal de diferenciar les dues activitats públiques en què participava, la política i la literària.
De família de propietaris rurals al Montseny, estudià Dret i Filosofia a la Universitat de Barcelona. La seva activitat política començà a la Lliga Regionalista com a regidor de la ciutat de Barcelona, on tingué enfrontaments amb els partidaris del lerrouxisme per l'ús de la llengua catalana a l'ajuntament. L'any 1919 fou diputat de la Mancomunitat de Catalunya, entrà al departament de cultura d'aquesta administració i a l'Institut d'Estudis Catalans. El 1922 fundà Acció Catalana, i en fou dirigent fins que se'n separà per discrepàncies i tornà a la Lliga.
La seva faceta periodística i literària s'inicià en un primer moment a Catalunya i després a La Veu de Catalunya; a partir del 1922, passà a La Publicitat, òrgan de propaganda del partit Acció Catalana. Com a poeta va publicar: Somnis (1913), La ciutat d'ivori (1918), Selvatana amor (1920), Ofrena rural (1926) i, el més destacat de tots, La muntanya d'ametistes (1908), prologat per Eugeni d'Ors i per Josep Carner en una reedició del 1933, és un homenatge al Montseny on és manifesta l'estil detallista i de rigor idiomàtic que el caracteritzava. El 1929 publicà Sàtires, una visió irònica i mordaç dels defectes humans.
Vidu el 1925 de la seva cosina, Margarida Bofill i Gallés, es casà l'any 1928 amb Montserrat de Quadras i Feliu (1897–1991). És enterrat al Cementiri de Montjuïc, en el nínxol hipogeu 698 de l'agrupació novena. Durant la Guerra Civil Espanyola la casa de Jaume Bofill i Mates fou, com tantes altres, ocupada per un comitè revolucionari. En una nota que es troba a continuació d'un ofici de 29 d'octubre de 1936 s'indica la decisió del servei de biblioteques de la Generalitat de Catalunya de protegir la biblioteca i papers de l'escriptor, conservats en dues habitacions. A principis dels anys 80 el fons personal de Jaume Bofill i Matas va ingressar definitivament a la Biblioteca de Catalunya.

## Obra

### Poesia
- La muntanya d'ametistes. Barcelona: Octavi Viader, 1908; Barcelona: Lluís Gilí, 1933; Barcelona: Edicions 62, 1985.
- En els somnis. 1913.
- La ciutat d'ivori. Barcelona: La Revista, 1918.
- Selvatana d'amor. Barcelona: Gustau Gili, 1920.
- Ofrena rural. Sabadell: La Mirada, 1926.
- Sàtires. Barcelona: Edicions de la Revista de Poesia, 1928; Barcelona: Selecta, 1966; Barcelona: Quaderns Crema, 1999.
- Sàtires clericals. 1978.
- Somnis. Barcelona: Lluís Gili, 1913; Barcelona: Edicions 62, 1993.

### Crítica literària o assaig
- La llengua catalana a l'Ajuntament de Barcelona. Barcelona: Guinart i Pujoral, 1916.
- Les joventuts catalanes: política, nacionalisme, socialisme, en Prat de la Riba. Barcelona: La Revista, 1919.
- L'afalac franciscà. Barcelona: Editorial Franciscana, 1928.
- L'altra concòrdia: per una revisió del problema català: la solució liberal i democràtica. Barcelona: Publicacions de La Revista de Catalunya, 1930.
- Una política catalanista. 1933.
- Prat de la Riba i la cultura catalana [a cura de Jordi Casassas]. Barcelona: Edicions 62, 1979.

### Obres completes
- Obra poètica completa; Proses literàries. Barcelona: Selecta, 1948.

## Patrimoni Literari
Cementiri Rural, és un dels poemes dedicats al cementiri del municipi d'Espinelves. Bofill i Mates, descriu un dia de setembre mentre passejava «pel laberint» d'aquella ciutat morta.
La Font de l'Oreneta (Viladrau), va ser una de les seves inspiracions i on el poeta tenia el desig de ser-hi enterrat, tal com diu a l'inici del poema anomenat Font de l'Oreneta:
«Voldria ser enterrat al peu d'aquesta font que endegà el pare. Té campanetes arreu, d'aquelles que plaïen a la mare […].»
És en aquesta font, on actualment podem trobar una placa on es pot llegir el poema. Bofill i Mates dedicà un segon poema a la Font de l'Oreneta anomenat Amor, si de la Font de l'Oreneta…
Una altra font que va encisar Bofill i Mates és la Font de les Paitides, una de les fonts més visitades del Montseny per la puresa de la seva aigua. En el poema La font de les Paitides, el poeta fa una descripció de la font i dels pagesos que no dubtaven a aturar-se a agafar aigua.
Finalment, trobem el poema Font de Sant Marçal, poema dedicat a una de les fonts més riques i més ben conservades del Montseny. En l'actualitat, el poema pot llegir-se a la placa situada a la mateixa font.
D'altra banda, l'escriptor dedicà el poema Natura Morta, Brot de Sàlvia, Contrallum i Eixia sovint a primera hora de la tarda a Can Rusquelles, casa d'estiueig de l'autor i la seva família, i un quart poema anomenat Poema del Molí[I], al molí que la seva família utilitzava per moldre les collites.
El poema Visita a «Ca l'Herbolari» dedicat al seu rebesavi i al seu cosí Jaume Bofill i Ferro, ens parla de l'herbolari de Viladrau, conegut com a l'Herbolari Bofill, que va convertir-se en un reputat herbolari gràcies al rebesavi de Jaume Bofill i Mates.
Un altre indret que va deixar meravellat a Guerau de Liost és la muntanya de les Agudes, que descriu com «un indret llis, sense fondals ni grops» i «blanca de neu tornassolada de blau i rosa pàl·lids com despullat d'infant».
Poc se sap de la relació entre Jaume Bofill i Mates i el municipi de Calella, però el poeta va escriure un poema anomenat Cançó de Calella, on descriu la bellesa del poble.
De l'etapa de Jaume Bofill i Mates a Barcelona trobem tres poemes. En el poema El carrer de Carders, carrer on Bofill i Mates va viure durant la seva etapa a Barcelona, el poeta descriu els records i les vivències que aquest carrer li va proporcionar durant la seva estada a la ciutat comtal. Seguidament, trobem el poema Somni III, poema amb el qual Guarau de Liost va guanyar la Viola l'any 1913 al Palau de la Música. I finalment, trobem el poema Vora del port, on el poeta ens parla i ens descriu la Barceloneta.